# Patty Ryan
Patty Ryan (Wuppertal, 1961. május 6. – 2023. július 23.) német popénekesnő, dalszerző. Legismertebb dalai a „You're My Love, You're My Life”, a „Stay With Me Tonight”, a „Love is the Name of the Game”, és az „I Don't Wanna Lose You Tonight”, amelyek mind a debütáló albumán jelentek meg, melynek címe Love is the Name of the Game volt. Patty Ryan olyan ismert előadókkal dolgozott együtt, mint a Modern Talking (a zenekar tagjai közül főleg Dieter Bohlennel dolgozott, számos dalának címe, szövege és hangzásvilága hasonlít a Modern Talking dalaira), a London Boys, a Bad Boys Blue, Ken Laszlo vagy a Systems in Blue. Karrierje kezdetén a Susi & die Rockets formációban énekelt. Danuta Lato híres dalát, a „Touch My Heart”-ot is ő énekelte el. Összesen három nagylemeze jelent meg.

## Diszkográfia

### Nagylemezek
- Love Is The Name Of The Game (1987)
- Top Of The Line (1988)
- All The Best (2006)

### Válogatásalbumok
- Female Voices of Italo Disco (2007)
- Gina T. vs Patty Ryan – Greatest Hits (2009)

### Kislemezek
- Dieses Haus ist kein Bahnhof (Sweet Lolita) (1981, Susi & die Rockets-dal)
- Wenn ich eins nicht mag (1982, Susi & die Rockets-dal)
- Stay With Me Tonight (1986)
- (You're) My Love, (You're) My Life (1986)
- I Don't Wanna Loose You Tonight (1987)
- Love Is The Name Of The Game (1988)
- Dance Mix Vol.19 (1988, közr. L'Affair)
- Since You Came Into My Life (1989)
- You're My Love (My Life) '98 (1998)
- Lay Love On You (2003)
- Das Matterhorn (2003)
- Ohne Zweifel (2004)
- Rheinische Stimmung (200?, közr. De Fleech)

### Dalszerzőként
- Wind im offnen Haar (2005)
- Lass mir doch mal meinen Spass (2005)
- Du bist frei (2005)
- I Gave You All My Love (2005)
- Hier in Wuppertal, nur hier bin ich daheim (2006)
- Time To Say Goodbye (2006)

## Fordítás
- Ez a szócikk részben vagy egészben  a   Patty Ryan című angol Wikipédia-szócikk ezen változatának fordításán alapul.  Az eredeti cikk szerkesztőit annak laptörténete sorolja fel. Ez a jelzés csupán a megfogalmazás eredetét és a szerzői jogokat jelzi, nem szolgál a cikkben szereplő információk forrásmegjelöléseként.
- Ez a szócikk részben vagy egészben  a   Patty Ryan című német Wikipédia-szócikk ezen változatának fordításán alapul.  Az eredeti cikk szerkesztőit annak laptörténete sorolja fel. Ez a jelzés csupán a megfogalmazás eredetét és a szerzői jogokat jelzi, nem szolgál a cikkben szereplő információk forrásmegjelöléseként.